# Oligodon subcarinatus
Oligodon subcarinatus är en ormart som beskrevs av Günther 1872. Oligodon subcarinatus ingår i släktet Oligodon och familjen snokar. Inga underarter finns listade i Catalogue of Life.
Oligodon subcarinatus godkänns inte som art av The Reptile Database och IUCN. Oligodon subcarinatus infogas istället som synonym i Oligodon signatus. Den population som tidigare utgjorde Oligodon subcarinatus hittas på Borneo.